# Yitzchak Ginsburgh
Yitzjak Ginsburgh (Saint Louis, Missouri, Estats Units d'Amèrica, 14 de novembre de 1944) és un rabí israelià d'origen nord-americà afiliat al moviment Habad Lubavitx. És considerat com un de les principals autoritats de Habad en el misticisme jueu. És el líder del moviment Derem Chaim i fundador de l'Institut Gal Einai, que publica la seva obra escrita. Entre els seus estudiants es troben haredims, sionistes religiosos, Habad Chassidim i Baal Teshuva. Actualment és el president d'una sèrie d'institucions educatives, inclòs el OD Yosef Chai yeshivah a l'assentament de Yitzhar a la Ribera Occidental. Ginsburgh ha dictat conferències en diversos països i en tot Israel. Els seus ensenyaments abasten la ciència, la psicologia, l'harmonia marital i la monarquia a Israel. Ha publicat més de 100 llibres en hebreu i anglès.

## Biografia
Ginsburgh és fill únic de Shimshon Ya'akov i Bryna Malka Dunie Ginsburgh. Els seus dos avis pertanyien al hassidisme de Habad. Els seus pares tenien una gran afinitat amb les arrels jueves i l'amor per la terra d'Israel. Quan era jove el seu pare va immigrar a Israel on va ser un dels fundadors de la ciutat de Ra'anana, però va tornar als Estats Units per completar la seva educació superior. El seu retorn a Israel es va retardar en esclatar la Segona Guerra Mundial i es va quedar als Estats Units, on va contreure matrimoni amb la mare de Ginsburgh. El seu pare va realitzar un doctorat en educació i va ser director de diverses escoles jueves. Més tard, la família es va mudar a Cleveland, Ohio, on Ginsburgh va créixer fins als 14 anys. Després els seus pares van anar a Israel durant un any, mentre el seu pare escrivia la seva tesi de doctorat sobre l'ensenyament de la llengua hebrea.
Durant la seva primera estada a Israel va estudiar al Gymnasium Hebreu a Rehavia, on va aprendre hebreu i va començar el seu camí cap a l'estudi de la Torà en llegir l'Ètica dels Pares, que va deixar una gran impressió en ell. En tornar a Filadèlfia va conèixer al Rebe de la dinastia hassídica de Nadvorna, el rabí Meir Isaacson, autor de la responsa Mevasser Tov i als 15 anys es va convertir en un Baal Teixuva. Va assistir a la Universitat de Chicago i es va especialitzar en matemàtiques i filosofia. Després va completar un mestratge en matemàtiques a la Belfer Graduate School of Science de la Ieixivà University. Als 20 anys va abandonar els seus estudis de doctorat per dedicar-se completament a l'estudi de la Torà.
El 1965 va tornar a Israel i va estudiar a la Ieixivà de Kamenitz a Jerusalem. Entre 1966 i 1967 va estar a Tiberíades. Després de la Guerra dels Sis Dies, Ginsburgh va viatjar a Jerusalem i va ser un dels primers a mudar-se a l'antic Barri jueu de la ciutat vella de Jerusalem.
Després de viure a diferents assentaments, el 1982 va tornar a Kfar Chabad, on va passar a dirigir la Shuva Yisra'el ieixivà. Allà es va dedicar a la docència. Moltes de les seves classes es van filmar, i constitueixen un arxiu de més de 15.000 gravacions.
Actualment és president d'una sèrie d'instituts educatius dirigits pels seus estudiants, com l'escola primària per a nens Torat Jaim, el Ya'alat Chen, una escola primària per a nenes, l'escola secundària per a nenes Ma'ale Levonah i el Tom Vada'at yeshivah, totes elles a Jerusalem. També és president de la yeshivah Od Yosef Chai i degà de la Torat Hanefesh, l'Escola de Psicologia hassídica.
A més de les classes a Israel ha impartit conferències als Estats Units i en altres països, entre ells França, Canadà i Anglaterra. Ginsburgh publica obres originals sobre la Càbala i Chassidut, així com comentaris sobre el Chumash i la relació entre la Torà i la ciència. Alguns dels seus llibres han estat traduïts al francès, rus, espanyol i portuguès.
Ginsburgh també és un músic i compositor prolífic, que ha compost centenars de cançons i melodies originals segons la tradició hassídica, que s'han enregistrat en diversos discos.
Des de desembre de 2012 Ginsburgh és un dels protagonistes principals a la gala anual que commemora el festival hassídic 19 de Kislev. L'esdeveniment inclou la representació de moltes de les seves composicions musicals. El 2015 l'esdeveniment es va celebrar al Palau de la cultura de Tel-Aviv, amb l'assistència de més de 3.000 persones.
Amb els anys, Ginsburgh ha acumulat un gran nombre d'estudiants de tot el món, però també s'ha vist envoltat per diverses polèmiques, originades per les seves declaracions o per actes extremistes realitzats per alguns dels seus seguidors.